# دفاع از تاریخ
نگاهی به تلاش‌های دو و نیم‌ساله «پایگاه اطلاع‌رسانی برای نجات یادمان‌های باستانی» در جنبش ملی اعتراض به آبگیری سد سیوند و نجات پاسارگاد (شهریور ۱۳۸۴ - اسفند ۱۳۸۶) در قالبی کتابی با عنوان «دفاع از تاریخ» توسط علیرضا افشاری منتشر شد.
در میانهٔ دههٔ ۸۰ خورشیدی و با بالا گرفتن اعتراض‌های مردمی به آبگیری سدی که پیامدهایش بر روی یکی از ارزشمندترین آثار تاریخی ایران اثری سوء می‌گذاشت جنبشی برای دفاع از میراث فرهنگی شکل گرفت که در تاریخ معاصر ایران نوپدید بود. برای نخستین بار در ایران کارزار یا کمپینی سراسری برای دفاع از میراث فرهنگی شکل گرفت. تا پیش از آن، اعتراض‌ها و کارزارها در این زمینه کوچک و محلی بود. به خاطر اهمیت و سرشناسی اثر باستانی‌ای که مورد تهدید قرار گرفته بود (آرامگاه کوروش بزرگ؛ بنیادگذار خاندان شاهنشاهی هخامنشی و به روایتی بنیادگذار کشور ایران در قالب یک فرمانروایی یگانه، یا آن‌گونه که فیلسوفان تاریخ بیان می‌کنند «نخستین کشور تاریخ») ایرانیان و دوستداران تاریخ و فرهنگ ایران از سرتاسر جهان نسبت به راه‌اندازی سدی که احتمال داده می‌شد آبگیری‌اش آسیب به این یادمان بزند موضع‌گیری کردند. این کتاب شرح اقدامات قلبِ این جنبش در شهر تهران است: «پایگاه اطلاع‌رسانی برای نجات یادمان‌های باستانی».
پایگاه اطلاع‌رسانی گروهی از دوستداران میراث فرهنگی بود که با سازماندهی مناسب در پایتخت هم خوراک علمی و خبری برای آن تهیه می‌کرد و هم با قانون‌مند کردن و گسترش اعتراض‌ها به‌گونه‌ای رسمی ــ در قالب نامه و بیانیه ــ به سطوح بدنهٔ دولت و حکومت باعث بقای آن شد. کتاب «دفاع از تاریخ» شرح کوشش‌های پایگاه به قلم دبیر آن، علیرضا افشاری، است که از فعالان سرشناس حوزهٔ میراث فرهنگی است.
در شهریور ۱۳۸۴ پیامک‌ها و رایانامه‌هایی (ایمیل‌هایی) در میان دوستداران تاریخ ایران می‌گشت که دربارهٔ «به زیر آب رفتن آرامگاه کوروش» در پی آبگیری سد سیوند، بود. توجه به آن پیام‌ها سبب شد تا در انجمن افراز، که در حوزهٔ تاریخ و فرهنگ ایران فعال بود، کسانی با پیشنهاد علیرضا افشاری گرد هم بیایند. نتیجهٔ یکی دو نشست نخست به آنجا رسید که کم‌وکیف ماجرا را تخقیق کنند. در نهایت، آنان ضمن گفت‌وگو با کارشناسان - چه موافق و چه مخالف ساخت سد سیوند - به گردآوری همهٔ آگاهی‌ها پیرامون این موضوع پرداختند. این جمع، نام «پایگاه اطلاع‌رسانی برای نجات یادمان‌های باستانی» (دشت پاسارگاد) را بر خود نهاد و هدف خود را اطلاع‌رسانی شفاف پیرامون این قضیه و دیگر «یادگارهای در خطر» تعیین کرد که در آن برهه اولویت با پاسارگاد بود هر چند کم‌کم کارگروه‌هایی دیگر هم شکل گرفت که در نهایت به شکل‌گیری نهادی دیگر به نام «دیده‌بان یادگارهای فرهنگی و طبیعی ایران» انجامید. برپایی سفرهایی به پاسارگاد و تنگ بلاغی (چشمه)، سپس نامه‌هایی به رئیس سازمان میراث فرهنگی، رئیس و هموندان کمیسیون فرهنگی و نمایندگان مجلس شورای اسلامی و رئیس‌جمهور نوشتند، همایش‌هایی برگزار کردند (به‌ویژه میزگردی در دانشگاه تهران که با حضور موافقان و مخالفان ساخت سد سیوند، حتی سازندگان سد و نمایندگانی از مجلس و سازمان میراث فرهنگی همراه بود)، به کارگروه اصل ۹۰ مجلس، قوهٔ قضاییه و دیوان عدالت اداری و حتی سرانجام به یونسکو شکایت بردند،... و در نهایت تجمعی جلو مجلس شورای اسلامی داشتند که در زمینهٔ دفاع از میراث فرهنگی ایران بی‌مانند به‌شمار می‌رود؛ از دیگر تلاش‌های این گروه بود. تلاش‌های بی‌چشم‌داشت این گروه در برگزاری نشست‌ها و همایش‌ها، اطلاع‌رسانی‌های وسیع میدانی و نامه‌نگاری‌های گسترده، که همواره دو رکن «مستند بودن» و «قانون‌مندی» را دارا بود، در خط‌دهی درست به فعالان جوان و احساسی جنبش، و پایین آوردن هزینه‌های کوشش در آن بسیار مؤثر بود. این کتاب به منظور تبیین همین نکات و ثبت خاطرهٔ تلاش‌های این دوستان و به‌ویژه برای ماندگار کردن تجربه‌هایی نوشته شده‌است که برای کنشگران مدنی مفید است. از این رو، این کتاب کاری خاص و ویژه به‌شمار می‌رود و به گونه‌ای «نوشتن تاریخ اکنون» است. در نمایهٔ کتاب نام نزدیک به ۵۰۰ تن از فعالان جنبش را، که در کتاب آمده، آورده شده‌است.
کتاب از چهار بخش تشکیل شده که سه بخش نخست آن ویژهٔ سه دوره کوشش‌های پایگاه است و بخش چهارم دربرگیرندهٔ نوشتارهایی تکمیلی است، از جمله دو مقالهٔ «پژوهش‌های باستان‌شناختی در تنگ بلاغی» از محمدتقی عطائی، سرپرست ایرانی گروه باستان‌شناسی ایران ـ فرانسه، که در آن نگاهی کوتاه به عملیات نجات‌بخشی منطقه شده‌است به همراه فهرست کاملی از کتاب‌ها و مقاله‌هایی که در این زمینه منتشر شده‌است؛ و «نگاهی به پروندهٔ معترضان به آبگیری سد سیوند» از محمدعلی دادخواه که در آن به بررسی وضعیت پروندهٔ شکایت مخالفان آبگیری سد سیوند از وزارت نیرو و سازمان میراث فرهنگی پرداخته شده‌است. کتاب دارای ۸۰ صفحه تصویر نیز است، که پیش از نمایه قرار گرفته‌است.
افشاری این کتاب را به یاد شادروانان «پرویز ورجاوند» و «لیلا صمدی»، به همه آنانی که به میراث فرهنگی ایران‌زمین عشق می‌ورزند و در راه پاسداری از آن می‌کوشند، به‌ویژه یارانش در پایگاه که نام آنها را در کتاب ثبت کرده، پیش‌کش کرده‌است.

## علت مخالفت با آبگیری سد سیوند
چکیده مخالفت با آب‌گیری سد سیوند را می‌توان در بیانیه‌ای که احزاب (سی‌ویک حزب) منتشر کردند (۲۳ بهمن ۱۳۸۵)، که بیشتر متن آن با متنی که متحصنان در جلو مجلس شورای اسلامی خواندند (۲۵ بهمن ۱۳۸۵) مشترک بود، خواند. (جمع کردن امضای دبیرکل‌های احزاب ایران در نشست فصلی خانهٔ احزاب یکی از کنش‌های آن پایگاه بود که در کتاب به آن اشاره شده‌است).
دلایلی که برای این اعتراض برشمرده شده بود به کوتاهی عبارت بود از: تنگه‌ی بلاغی که سد در آن زده شده کم‌مانندترین محوطهٔ باستانی ایران و نیازمند پژوهش‌های بیشتر است؛ رطوبت برخاسته از دریاچهٔ پشت سد نابودی سازه‌های تاریخی دشت پاسارگاد، به ویژه آرامگاه کوروش بزرگ، را سرعت خواهد بخشید؛ حداقل ۸ هزار اصله درخت ۵۰۰ ساله – که به خاطر فقر خاک امکان احیا ندارند - و هزاران هکتار مرتع و زمین مرغوب کشاورزی نابود می‌شود، که نقض غرض است؛ بسته شدن مسیر کوچ عشایر و به زیر آب رفتن یکی از مهم‌ترین استقرارگاه‌های کوچ‌نشینان، به زندگیِ جاریِ مردم آسیب می‌زند و یکی از امکاناتِ رشدِ گردشگری منطقه را از میان می‌برد؛ و تشویش افکار عمومی و از دست رفتن اعتماد، آسیب بزرگی است که از آبگیری سد سیوند حاصل می‌شود. سرمایهٔ ملی هزینه‌شده برای ساخت این سد _ که متأسفانه اکثر آن در یک‌سال اخیر و هم‌زمان با اعتراض‌ها به ساخت آن، هزینه شده‌است و با راهکارهایی بازگشت‌پذیر است _ هیچ قابل قیاس با سرمایهٔ انسانی و اثر روانی ناگواری نیست که بر ایرانیان دوستدار میراث فرهنگی این مرز و بوم خواهد داشت؛ و البته مکان قرارگیری سد اشتباه است و آب در آن جمع نخواهد شد که چنین شده‌است.